# Moustérien de tradition acheuléenne
Subdivisions
Type A et Type B
Objets typiques
biface, couteau à dos, racloir, encoche, denticulé
Le Moustérien de tradition acheuléenne (MTA) est l'un des différents faciès culturels et technologiques du Moustérien, principale manifestation culturelle du Paléolithique moyen en Eurasie (environ 300 000 à 45 000 ans AP). Il est présent dans la moitié ouest de la France, en Belgique, aux Pays-Bas, au Pays de Galles et dans le sud et le centre de l'Angleterre.

## Historique et caractéristiques
Un Moustérien de tradition acheuléenne a d'abord été distingué du Moustérien classique par Denis Peyrony dans les années 1920. Il était défini par la présence de bifaces et de couteaux à dos abattu. François Bordes et Maurice Bourgon ont ensuite distingué à partir des années 1950 deux types de MTA : le MTA de type A, avec des bifaces et racloirs nombreux, et le MTA de type B, présentant une industrie pauvre en bifaces et racloirs mais riche en couteaux à dos retouchés, encoches, denticulés, outils de type Paléolithique supérieur et éclats allongés. Les deux fossiles directeurs du MTA sont donc les bifaces, rares ou absents dans les autres faciès moustériens, et les couteaux à dos retouchés, ne représentant jamais plus de 4 % des outils des autres faciès.

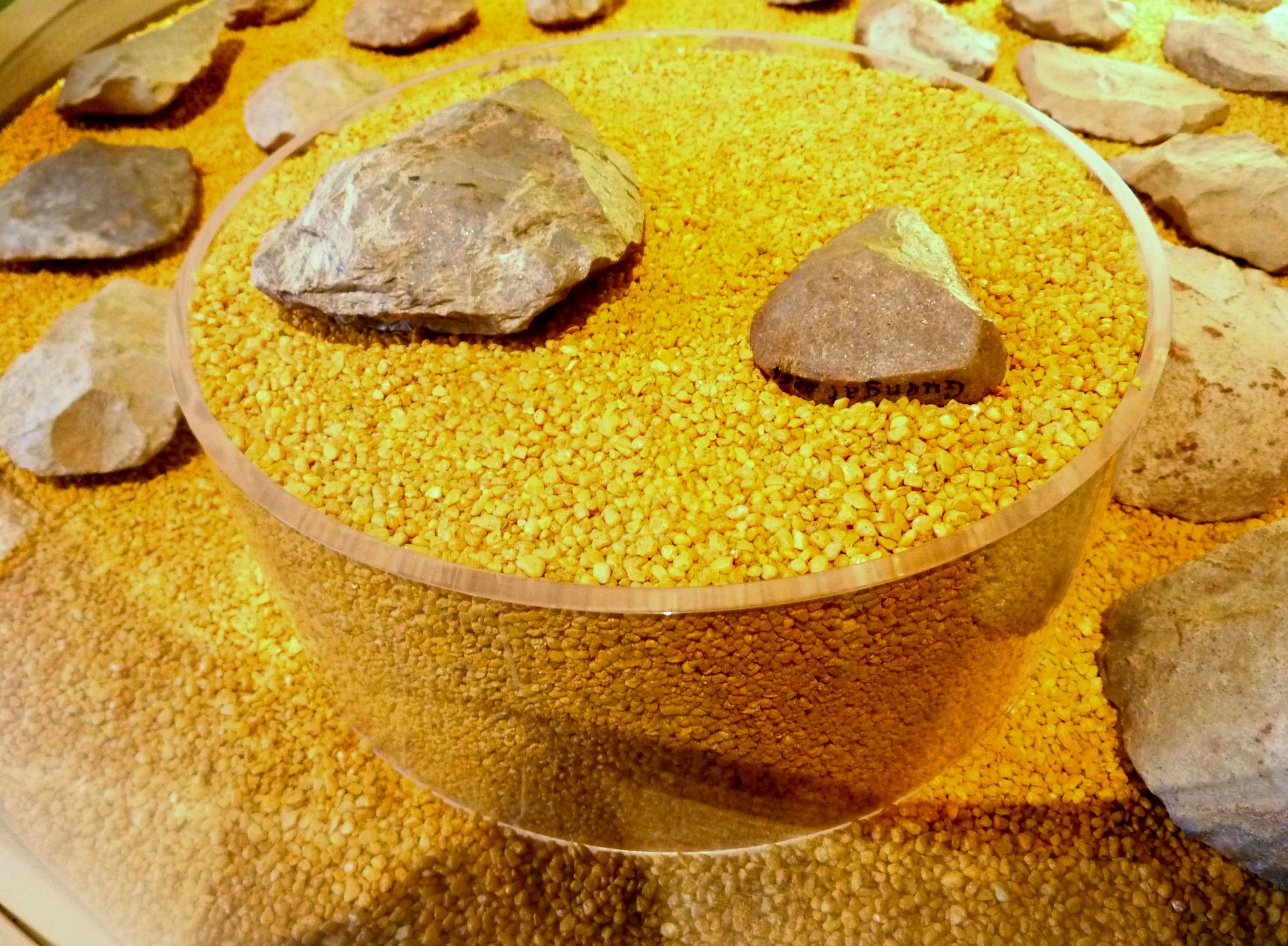
Deux bifaces datant du MTA, trouvés à Kervouster en Guengat
(Musée d'histoire et d'archéologie de Vannes)

## Extension géographique
Le MTA est surtout présent sur des sites de plein air, près de sources en matières premières permettant d'extraire des éclats suffisamment grands pour le façonnage de bifaces. Géographiquement, le MTA ne s'étend qu'au nord des Pyrénées ; il est surtout présent dans le sud-ouest de la France jusqu'à la Loire, mais également le long de la Manche jusqu'aux Pays-Bas ainsi qu'au sud de la Grande-Bretagne, alors rattachée au continent européen. Le MTA est absent dans le sud-est de la France.

## Une évolution vers le Châtelperronien?
Dès 1911, Henri Breuil proposa que la première industrie du Paléolithique supérieur, le Châtelperronien, trouvât ses racines dans le MTA. Cette thèse a été reprise dans les années 1930 par Denis Peyrony, dans les années 1950 par François Bordes et à partir des années 1960 par Paul Mellars (en). Elle se fonde sur les similitudes alléguées entre un fossile directeur du MTA, le couteau à dos, et un fossile directeur du Châtelperronien, le couteau ou pointe de Châtelperron. Un autre argument est la position stratigraphique souvent tardive dans le Périgord du MTA. Enfin, la répartition géographique du Châtelperronien correspond remarquablement bien à la distribution du MTA à bifaces cordiformes. Ainsi, le Châtelperronien se serait développé à partir du MTA local, et aurait existé dans le sud-ouest de la France en parallèle avec l'Aurignacien, apporté par Homo sapiens. Dans les années 1990, Jacques Pelegrin étaya cette hypothèse, rejetant aussi l'influence aurignacienne sur le Châtelperronien, en comparant les modes de débitage qui suivraient une évolution logique,.
La filiation entre le MTA et le Châtelperronien a été remise en question, la fin des séquences moustériennes du sud-ouest relevant généralement du Moustérien à denticulés et les similitudes entre les deux industries étant limitées.

### Points communs entre le MTA et le Châtelperronien
Roussel et Soressi (2014) relèvent les points communs suivants entre ces deux industries :
- Les outils retouchés à dos et les produits à dos bruts de débitage sont produits en grand nombre à toutes les étapes de la fabrication. Particulier à ces deux industries, ce trait ne se retrouve dans aucune autre industrie préhistorique.
- Importance des outils et des supports à dos allongés, qui sont également un trait particulier à ces deux industries : là de même, aucune autre industrie préhistorique n'en contient autant.
- Recherche de production d'objets à dos